# Sœurs de Saint Joseph de Carondelet
Les Sœurs de Saint Joseph de Carondelet sont une congrégation religieuse féminine enseignante et hospitalière de droit pontifical. Elle est la 1re congrégation de saint Joseph, héritée de celle du Puy, fondée sur le continent américain. Elles font partie de la fédération des sœurs de Saint Joseph des États-Unis.

## Histoire
En 1826, le lazariste Joseph Rosati (1789-1843), 1er évêque de Saint-Louis, envoie le Père Jean-Marie Odin (1800-1870) en France pour recruter des religieuses voulant œuvrer dans le nouveau diocèse de Saint Louiset spécialement pour l'enseignement des enfants sourds. Le Père Odin se tourne vers les Sœurs de Saint Joseph de Lyon, issues de la communauté fondée en 1650 au Puy-en-Velay par le jésuite Jean-Pierre Médaille. Leur supérieure, la Mère Saint Jean Fontbonne (1759-1843) organise un groupe de sœurs à envoyer sur le nouveau continent.
Les sœurs arrivent à Saint Louis le 25 mars 1836 et s'installent à Carondelet, donnant naissance à une nouvelle congrégation autonome qui obtient le décret de louange le 9 septembre 1863 ; ses constitutions sont provisoirement approuvées par le Saint Siège le 3 juillet 1867 puis définitivement le 25 mars 1877. Une communauté se sépare de Carondelet en 1847 pour donner naissance aux Sœurs de Saint Joseph de Philadelphie.

## Activités et diffusion
Les sœurs se consacrent à l'enseignement, aux orphelins et aux soins de santé.
Elles sont surtout répandues aux États-Unismais possèdent des communautés au Japon, au Pérou, et au Chili.
La maison-mère est à Saint Louis.
En 2017, la congrégation comptait 1157 sœurs dans 519 maisons.